# Gran Premio motociclistico d'Austria 2024
Il Gran Premio motociclistico d'Austria 2024 è stata la undicesima prova del motomondiale del 2024. Le vittorie nelle quattro classi sono andate a: Francesco Bagnaia nella Sprint e nella gara della MotoGP, Celestino Vietti in Moto2, David Alonso in Moto3, Óscar Gutiérrez ed Héctor Garzó nelle due gare della MotoE.
Francesco Bagnaia conquista la sua venticinquesima vittoria con Ducati ed in MotoGP, eguagliando così Kevin Schwantz al decimo posto dei piloti con più vittorie in MotoGP.

## Prove e Qualifiche

### MotoE
Nelle due sessioni di prove libere, il pilota più veloce in pista è Kevin Zannoni in 1'38"180.
In qualifica, Pole Position viene conquistata per la prima volta in carriera e da Óscar Gutiérrez, concludendo il suo miglior giro in 1'37"970; ecco i risultati dei primi cinque classificati:
| Pos | Nº | Pilota          | Team                | Tempo    |
| --- | -- | --------------- | ------------------- | -------- |
| 1   | 99 | Óscar Gutiérrez | Axxis-MSi           | 1'37.970 |
| 2   | 4  | Héctor Garzó    | Dynavolt Intact GP  | 1'38.036 |
| 3   | 21 | Kevin Zannoni   | Openbank Aspar Team | 1'38.063 |
| 4   | 3  | Lukas Tulovic   | Dynavolt Intact GP  | 1'38.137 |
| 5   | 81 | Jordi Torres    | Openbank Aspar Team | 1'38.303 |

### Moto3
Nella sessione di prove libere, David Alonso fa segnare il tempo più veloce in 1'40"331. Nelle due sessioni di Pre-Qualifiche, è invece l'australiano Joel Kelso ad essere il pilota più veloce in pista in 1'39"921, l'unico a scendere sotto il muro del 1'40.
In qualifica, la Pole va per la seconda volta consecutiva ad Iván Ortolá in 1'40"057; ecco i risultati dei primi cinque classificati:
| Pos | Nº | Pilota             | Team                           | Tempo    |
| --- | -- | ------------------ | ------------------------------ | -------- |
| 1   | 48 | Iván Ortolá        | MT Helmets - MSi               | 1'40.057 |
| 2   | 66 | Joel Kelso         | Boé Motorsport                 | 1'40.200 |
| 3   | 95 | Collin Veijer      | Liqui Moly Husqvarna Intact GP | 1'40.216 |
| 4   | 96 | Daniel Holgado     | Red Bull GASGAS Tech3          | 1'40.259 |
| 5   | 99 | José Antonio Rueda | Red Bull KTM Ajo               | 1'40.287 |

### Moto2
In Moto2, nella sessione di prove libere il più veloce in pista è Ai Ogura con un tempo di 1'34"233, il giapponese però non potrà partecipare a qualifiche e gara a causa di un incidente nelle Prove 2 del sabato mattina. Nelle due sessioni di Pre-Qualifiche, Sergio García fa segnare il miglior tempo in 1'33"461.
In qualifica, Celestino Vietti conquista la sua seconda Pole stagionale, in 1'33"885; ecco i risultati dei primi cinque classificati:
| Pos | Nº | Pilota           | Team                     | Tempo    |
| --- | -- | ---------------- | ------------------------ | -------- |
| 1   | 13 | Celestino Vietti | Red Bull KTM Ajo         | 1'33.855 |
| 2   | 44 | Arón Canet       | Fantic Racing            | 1'33.913 |
| 3   | 3  | Sergio García    | MT Helmets - MSi         | 1'33.992 |
| 4   | 18 | Tony Arbolino    | Elf Marc VDS Racing Team | 1'34.093 |
| 5   | 21 | Alonso López     | MB Conveyors SpeedUp     | 1'34.110 |

### MotoGP
A questo weekend di gara partecipano come wildcard: Lorenzo Savadori con l'Aprilia, Stefan Bradl con la Honda e Pol Espargaró con la KTM, mentre Fabio Di Giannantonio è costretto a dare forfait a seguito di una caduta nella Pre-qualifica.
Nella prima sessione di prove libere il miglior tempo è fatto segnare da Jorge Martín in 1'29"654. Nella sessione di Pre-qualifica è Francesco Bagnaia il pilota più veloce in pista facendo segnare il miglior tempo in 1'28"508. Il campione del mondo in carica si conferma il più veloce anche nella seconda sessioni di prove libere 1'20"353.
Nel Q1 riescono passano il turno Jack Miller e Pol Espargaró, che fa segnare lo stesso tempo di Miguel Oliveira. Nella Q2, la Pole va ad Jorge Martín davanti a Francesco Bagnaia e Marc Márquez. Di seguito i risultati delle qualifiche:
| Pos. | Nº | Pilota            | Team                         | Tempo     | Tempo    |
| Pos. | Nº | Pilota            | Team                         | Q1        | Q2       |
| ---- | -- | ----------------- | ---------------------------- | --------- | -------- |
| 1    | 89 | Jorge Martín      | Prima Pramac Racing          | Già in Q2 | 1'27.748 |
| 2    | 1  | Francesco Bagnaia | Ducati Lenovo Team           | Già in Q2 | 1'27.889 |
| 3    | 93 | Marc Márquez      | Gresini Racing               | Già in Q2 | 1'28.292 |
| 4    | 41 | Aleix Espargaró   | Aprilia Racing               | Già in Q2 | 1'28.344 |
| 5    | 43 | Jack Miller       | Red Bull KTM Factory Racing  | 1'28.567  | 1'28.546 |
| 6    | 12 | Maverick Viñales  | Aprilia Racing               | Già in Q2 | 1'28.645 |
| 7    | 23 | Enea Bastianini   | Ducati Lenovo Team           | Già in Q2 | 1'28.682 |
| 8    | 21 | Franco Morbidelli | Prima Pramac Racing          | Già in Q2 | 1'28.724 |
| 9    | 72 | Marco Bezzecchi   | Pertamina Enduro VR46 Racing | Già in Q2 | 1'28.732 |
| 10   | 44 | Pol Espargaró     | Red Bull KTM Factory Racing  | 1'28.635  | 1'28.763 |
| 11   | 73 | Álex Márquez      | Gresini Racing               | Già in Q2 | 1'28.792 |
| 12   | 33 | Brad Binder       | Red Bull KTM Factory Racing  | Già in Q2 | 1'28.910 |
| 13   | 88 | Miguel Oliveira   | Trackhouse Racing            | 1'28.635  |          |
| 14   | 31 | Pedro Acosta      | Red Bull GASGAS Tech3        | 1'28.659  |          |
| 15   | 20 | Fabio Quartararo  | Monster Energy Yamaha        | 1'29.047  |          |
| 16   | 37 | Augusto Fernández | Red Bull GASGAS Tech3        | 1'29.104  |          |
| 17   | 5  | Johann Zarco      | Castrol Honda LCR            | 1'29.165  |          |
| 18   | 10 | Luca Marini       | Repsol Honda                 | 1'29.259  |          |
| 19   | 36 | Joan Mir          | Repsol Honda                 | 1'29.344  |          |
| 20   | 25 | Raúl Fernández    | Trackhouse Racing            | 1'29.428  |          |
| 21   | 42 | Álex Rins         | Monster Energy Yamaha        | 1'29.552  |          |
| 22   | 30 | Takaaki Nakagami  | Idemitsu Honda LCR           | 1'29.612  |          |
| 23   | 6  | Stefan Bradl      | HRC Test Team                | 1'29.692  |          |
| 24   | 32 | Lorenzo Savadori  | Aprilia Racing               | 1'29.899  |          |

## Gare

### MotoGP

#### Sprint
La gara Sprint vede il duello tra i due contendenti al titolo per la prima posizione che finisce però con un lungo di Jorge Martín, al quale sarà comminato anche un long lap penalty, consegnando così la vittoria a Francesco Bagnaia che domina la gara portandosi a casa la sua terza Sprint della stagione. Secondo, nonostante la penalità, Jorge Martín e chiude il podio Aleix Espargaró che approfitta della caduta di Marc Márquez. Quarta posizione per Enea Bastianini seguito subito dopo da Jack Miller, Franco Morbidelli e Brad Binder che hanno dato vita ad un bel duello negli ultimi giri. Buona ottava posizione per Marco Bezzecchi, mentre chiude la zona punti la wildcard Pol Espargaró che conquista il suo primo punto stagionale. Di seguito i risultati della gara Sprint:

##### Arrivati al traguardo
| Pos. | Nº | Pilota            | Squadra                      | Motocicletta       | Giri | Tempo     | Griglia | Punti |
| ---- | -- | ----------------- | ---------------------------- | ------------------ | ---- | --------- | ------- | ----- |
| 1º   | 1  | Francesco Bagnaia | Ducati Lenovo Team           | Ducati Desmosedici | 14   | 20'59"768 | 2º      | 12    |
| 2º   | 89 | Jorge Martín      | Prima Pramac Racing          | Ducati Desmosedici | 14   | +4.673    | 1º      | 9     |
| 3º   | 41 | Aleix Espargaró   | Aprilia Racing               | Aprilia RS-GP      | 14   | +7.584    | 4º      | 7     |
| 4º   | 23 | Enea Bastianini   | Ducati Lenovo Team           | Ducati Desmosedici | 14   | +9.685    | 7º      | 6     |
| 5º   | 43 | Jack Miller       | Red Bull KTM Factory Racing  | KTM RC16           | 14   | +10.421   | 5º      | 5     |
| 6º   | 21 | Franco Morbidelli | Prima Pramac Racing          | Ducati Desmosedici | 14   | +10.523   | 8º      | 4     |
| 7º   | 33 | Brad Binder       | Red Bull KTM Factory Racing  | KTM RC16           | 14   | +10.941   | 12º     | 3     |
| 8º   | 72 | Marco Bezzecchi   | Pertamina Enduro VR46 Racing | Ducati Desmosedici | 14   | +11.932   | 9º      | 2     |
| 9º   | 44 | Pol Espargaró     | Red Bull KTM Factory Racing  | KTM RC16           | 14   | +15.101   | 10º     | 1     |
| 10º  | 31 | Pedro Acosta      | Red Bull GASGAS Tech3        | KTM RC16           | 14   | +16.611   | 14º     |       |
| 11º  | 12 | Maverick Viñales  | Aprilia Racing               | Aprilia RS-GP      | 14   | +16.759   | 6º      |       |
| 12º  | 20 | Fabio Quartararo  | Monster Energy Yamaha        | Yamaha YZR-M1      | 14   | +17.943   | 15º     |       |
| 13º  | 88 | Miguel Oliveira   | Trackhouse Racing            | Aprilia RS-GP      | 14   | +18.304   | 13º     |       |
| 14º  | 25 | Raúl Fernández    | Trackhouse Racing            | Aprilia RS-GP      | 14   | +19.185   | 20º     |       |
| 15º  | 5  | Johann Zarco      | Castrol Honda LCR            | Honda RC213V       | 14   | +21.330   | 17º     |       |
| 16º  | 30 | Takaaki Nakagami  | LCR Honda Idemitsu           | Honda RC213V       | 14   | +22.940   | 22º     |       |
| 17°  | 10 | Luca Marini       | Repsol Honda                 | Honda RC213V       | 14   | +25.830   | 18°     |       |
| 18°  | 32 | Lorenzo Savadori  | Aprilia Racing               | Aprilia RS-GP      | 14   | +26.622   | 24°     |       |
| 19°  | 36 | Joan Mir          | Repsol Honda                 | Honda RC213V       | 14   | +27.548   | 19°     |       |
| 20°  | 73 | Álex Márquez      | Gresini Racing               | Ducati Desmosedici | 14   | +37.870   | 11°     |       |

##### Ritirati
| Nº | Pilota            | Squadra               | Motocicletta       | Giri | Griglia |
| -- | ----------------- | --------------------- | ------------------ | ---- | ------- |
| 37 | Augusto Fernández | Red Bull GASGAS Tech3 | KTM RC16           | 11   | 16º     |
| 42 | Álex Rins         | Monster Energy Yamaha | Yamaha YZR-M1      | 10   | 21º     |
| 93 | Marc Márquez      | Gresini Racing        | Ducati Desmosedici | 10   | 3º      |
| 6  | Stefan Bradl      | HRC Test Team         | Honda RC213V       | 5    | 23º     |

#### Gara
Così come la Sprint, anche la gara viene dominata da Francesco Bagnaia che diventa così il nuovo leader del campionato ottenendo la sua venticinquesima vittoria in MotoGP, ed entrando nella classifica dei piloti con più vittorie nella storia della MotoGP. Seconda posizione per Jorge Martín che riduce al minimo i punti persi. Completa il podio Enea Bastianini in un weekend, a suo dire, non semplice. Quarta posizione in rimonta per Marc Márquez dopo aver sbagliato la partenza, davanti a Brad Binder. Ottima sesta posizione per Marco Bezzecchi, seguito da Maverick Viñales, Franco Morbidelli ed Aleix Espargaró. Decima posizione per Álex Márquez che chiude di poco davanti a Pol Espargaró e Miguel Oliveira. Tredicesimo Pedro Acosta, mentre Takaaki Nakagami ed Augusto Fernández chiudono la zona punti. Di seguito i risultati della gara:

##### Arrivati al traguardo
| Pos. | Nº | Pilota            | Squadra                      | Motocicletta       | Giri | Tempo     | Griglia | Punti |
| ---- | -- | ----------------- | ---------------------------- | ------------------ | ---- | --------- | ------- | ----- |
| 1º   | 1  | Francesco Bagnaia | Ducati Lenovo                | Ducati Desmosedici | 28   | 42'11"173 | 2º      | 25    |
| 2º   | 89 | Jorge Martín      | Prima Pramac Racing          | Ducati Desmosedici | 28   | +3.232    | 1º      | 20    |
| 3º   | 23 | Enea Bastianini   | Ducati Lenovo                | Ducati Desmosedici | 28   | +7.357    | 7º      | 16    |
| 4º   | 93 | Marc Márquez      | Gresini Racing               | Ducati Desmosedici | 28   | +13.836   | 3º      | 13    |
| 5º   | 33 | Brad Binder       | Red Bull KTM Factory Racing  | KTM RC16           | 28   | +18.620   | 12º     | 11    |
| 6º   | 72 | Marco Bezzecchi   | Pertamina Enduro VR46 Racing | Ducati Desmosedici | 28   | +21.206   | 9º      | 10    |
| 7º   | 12 | Maverick Viñales  | Aprilia Racing               | Aprilia RS-GP      | 28   | +24.322   | 6º      | 9     |
| 8º   | 21 | Franco Morbidelli | Prima Pramac Racing          | Ducati Desmosedici | 28   | +27.677   | 8º      | 8     |
| 9º   | 41 | Aleix Espargaró   | Aprilia Racing               | Aprilia RS-GP      | 28   | +28.829   | 4º      | 7     |
| 10º  | 73 | Álex Márquez      | Gresini Racing               | Ducati Desmosedici | 28   | +30.268   | 11º     | 6     |
| 11º  | 44 | Pol Espargaró     | Red Bull KTM Factory Racing  | KTM RC16           | 28   | +30.526   | 10º     | 5     |
| 12º  | 88 | Miguel Oliveira   | Trackhouse Racing            | Aprilia RS-GP      | 28   | +30.702   | 13º     | 4     |
| 13º  | 31 | Pedro Acosta      | Red Bull GASGAS Tech3        | KTM RC16           | 28   | +33.736   | 14º     | 3     |
| 14º  | 30 | Takaaki Nakagami  | Idemitsu Honda LCR           | Honda RC213V       | 28   | +36.310   | 22º     | 2     |
| 16º  | 37 | Augusto Fernández | Red Bull GASGAS Tech3        | KTM RC16           | 28   | +36.522   | 16º     | 1     |
| 15º  | 42 | Álex Rins         | Monster Energy Yamaha        | Yamaha YZR-M1      | 28   | +37.571   | 21º     |       |
| 17º  | 36 | Joan Mir          | Repsol Honda                 | Honda RC213V       | 28   | +40.440   | 19º     |       |
| 18º  | 20 | Fabio Quartararo  | Monster Energy Yamaha        | Yamaha YZR-M1      | 28   | +43.788   | 15º     |       |
| 19º  | 43 | Jack Miller       | Red Bull KTM Factory Racing  | KTM RC16           | 28   | +44.134   | 5º      |       |
| 20º  | 32 | Lorenzo Savadori  | Aprilia Racing               | Aprilia RS-GP      | 28   | +44.576   | 24º     |       |
| 21º  | 5  | Johann Zarco      | Castrol Honda LCR            | Honda RC213V       | 28   | +54.126   | 17º     |       |
| 22º  | 6  | Stefan Bradl      | HRC Test Team                | Honda RC213V       | 28   | +54.923   | 23º     |       |

##### Ritirati
| Nº | Pilota         | Squadra           | Motocicletta  | Giri | Griglia |
| -- | -------------- | ----------------- | ------------- | ---- | ------- |
| 25 | Raúl Fernández | Trackhouse Racing | Aprilia RS-GP | 27   | 20º     |
| 10 | Luca Marini    | Repsol Honda      | Honda RC213V  | 5    | 18º     |

### Moto2
Dopo la Pole del sabato, Celestino Vietti domina anche la gara della domenica andando a vincere la sua prima gara della stagionale, la sua seconda consecutiva qui al Red Bull Ring. Seconda posizione per Alonso López che torna a podio dopo quattro gare, e completa il podio Jake Dixon che conferma l'ottimo periodo di forma. Quarta posizione per Arón Canet davanti a Tony Arbolino, al miglior risultato stagionale. Più staccato il trio composto da Marcos Ramírez, sesto, seguito da Darryn Binder e Somkiat Chantra. Nona posizione per Joe Roberts che guadagna pochi punti nella classifica, davanti a Filip Salač e Deniz Öncü, al rientro dall'infortunio e al miglior risultato in Moto2. Dodicesimo Izan Guevara tallonato da Manuel González, mentre chiude quattordicesimo il leader del mondiale Sergio García. Chiude la zona punti Senna Agius. Di seguito i risultati della gara:

#### Arrivati al traguardo
| Pos | Nº | Pilota                  | Squadra                        | Motocicletta | Giri | Tempo     | Griglia | Punti |
| --- | -- | ----------------------- | ------------------------------ | ------------ | ---- | --------- | ------- | ----- |
| 1°  | 13 | Celestino Vietti        | Red Bull KTM Ajo               | Kalex        | 23   | 36'22"427 | 1º      | 25    |
| 2°  | 21 | Alonso López            | Sync Speed Up                  | B-24         | 23   | +1.850    | 4º      | 20    |
| 3°  | 96 | Jake Dixon              | CFMoto Inde Aspar Team         | Kalex        | 23   | +1.974    | 5º      | 16    |
| 4°  | 44 | Arón Canet              | Fantic Racing                  | Kalex        | 23   | +2.075    | 2º      | 13    |
| 5°  | 14 | Tony Arbolino           | Elf Marc VDS Racing Team       | Kalex        | 23   | +6.814    | 7º      | 11    |
| 6°  | 24 | Marcos Ramírez          | OnlyFans American Racing Team  | Kalex        | 23   | +12.392   | 6º      | 10    |
| 7°  | 15 | Darryn Binder           | Liqui Moly Husqvarna Intact GP | Kalex        | 23   | +12.514   | 12º     | 9     |
| 8°  | 35 | Somkiat Chantra         | Idemitsu Honda Team Asia       | Kalex        | 23   | +12.604   | 8º      | 8     |
| 9°  | 16 | Joe Roberts             | OnlyFans American Racing Team  | Kalex        | 23   | +13.398   | 11º     | 7     |
| 10° | 12 | Filip Salač             | Elf Marc VDS Racing Team       | Kalex        | 23   | +13.429   | 16º     | 6     |
| 11° | 51 | Deniz Öncü              | Red Bull KTM Ajo               | Kalex        | 23   | +13.872   | 14º     | 5     |
| 12° | 18 | Manuel González         | QJMotor Gresini Moto2          | Kalex        | 23   | +14.336   | 9º      | 4     |
| 13° | 28 | Izan Guevara            | CFMoto Inde Aspar Team         | Kalex        | 23   | +14.403   | 10º     | 3     |
| 14° | 3  | Sergio García           | MT Helmets - MSi               | B-24         | 23   | +15.990   | 3º      | 2     |
| 15° | 81 | Senna Agius             | Liqui Moly Husqvarna Intact GP | Kalex        | 23   | +18.121   | 18º     | 1     |
| 16° | 10 | Diogo Moreira           | Italtrans Racing Team          | Kalex        | 23   | +23.198   | 31º     |       |
| 17° | 75 | Albert Arenas           | QJMotor Gresini Moto2          | Kalex        | 23   | +23.378   | 13º     |       |
| 18° | 84 | Zonta van den Goorbergh | RW-Idrofoglia Racing GP        | Kalex        | 23   | +26.128   | 15º     |       |
| 19° | 5  | Jaume Masiá             | Preicanos Racing Team          | Kalex        | 23   | +26.963   | 21º     |       |
| 20° | 54 | Fermín Aldeguer         | Sync Speed Up                  | B-24         | 23   | +27.138   | 17º     |       |
| 21° | 22 | Ayumu Sasaki            | Yamaha VR46 Master Camp Team   | Kalex        | 23   | +27.206   | 26º     |       |
| 22° | 84 | Bo Bendsneyder          | Preicanos Racing Team          | Kalex        | 23   | +27.439   | 20º     |       |
| 23° | 19 | Mattia Pasini           | Team Ciatti Boscoscuro         | B-24         | 23   | +28.424   | 22º     |       |
| 24° | 52 | Jeremy Alcoba           | Yamaha VR46 Master Camp Team   | Kalex        | 23   | +30.801   | 19º     |       |
| 25° | 43 | Xavier Artigas          | Klint Forward Factory Team     | Forward      | 23   | +37.518   | 28º     |       |
| 26° | 20 | Xavier Cardelús         | Fantic Racing                  | Kalex        | 23   | +48.894   | 30º     |       |

#### Ritirati
| Nº | Pilota        | Squadra                    | Motocicletta | Giri | Griglia |
| -- | ------------- | -------------------------- | ------------ | ---- | ------- |
| 9  | Jorge Navarro | Klint Forward Factory Team | Forward      | 21   | 29º     |
| 71 | Dennis Foggia | Italtrans Racing Team      | Kalex        | 11   | 27º     |
| 7  | Barry Baltus  | RW-Idrofoglia Racing GP    | Kalex        | 5    | 23º     |
| 34 | Mario Aji     | Idemitsu Honda Team Asia   | Kalex        | 0    | 24º     |
| 11 | Álex Escrig   | Klint Forward Factory Team | Forward      | 0    | 25º     |

### Moto3
Prima della gara vengono penalizzati: David Alonso Joel Esteban, Taiyo Furusato Tatsuki Suzuki con un long lap penalty da scontare in gara, e Filippo Farioli e Luca Lunetta con due long lap penalty da scontare durante la gara.
Vince nuovamente nonostante la penalità David Alonso che porta il suo vantaggio a 71 punti sul secondo, seguito subito dopo da David Muñoz che passa sul traguardo Daniel Holgado, che torna sul podio dopo ben sei gare. Ottima quarta posizione per Ángel Piqueras davanti a Collin Veijer che chiude il gruppo dei piloti di testa. Più staccati troviamo Adrián Fernández, sesto, seguito da José Antonio Rueda e Joel Kelso. Nona posizione per Iván Ortolá che è dovuta partire dalla pitlane a causa di un problema alla sua moto sulla griglia di partenza, chiude davanti a Riccardo Rossi, il migliore degli italiani, davanti al connazionale Matteo Bertelle seguito da Tatsuki Suzuki, autore del giro veloce della gara. Tredicesima posizione per Ryusei Yamanaka davanti a Jacob Roulstone, mentre chiude la zona punti Taiyo Furusato penalizzato di 6 secondi per non aver effettuato il long lap penalty. Di seguito i risultati della gara:

#### Arrivati al traguardo
| Pos | Nº | Pilota               | Squadra                        | Motocicletta  | Giri | Tempo     | Griglia | Punti |
| --- | -- | -------------------- | ------------------------------ | ------------- | ---- | --------- | ------- | ----- |
| 1°  | 80 | David Alonso         | CFMoto Gaviota Aspar Team      | CFMoto        | 20   | 33'40"607 | 6º      | 25    |
| 2°  | 64 | David Muñoz          | BOE Motorsports                | KTM RC 250 GP | 20   | +0.121    | 9º      | 20    |
| 3°  | 96 | Daniel Holgado       | Red Bull GASGAS Tech3          | KTM RC 250 GP | 20   | +0.126    | 4º      | 16    |
| 4°  | 36 | Ángel Piqueras       | Leopard Racing                 | Honda NSF250R | 20   | +0.211    | 8º      | 13    |
| 5°  | 95 | Collin Veijer        | Liqui Moly Husqvarna Intact GP | Husqvarna     | 20   | +0.303    | 3º      | 11    |
| 6°  | 31 | Adrián Fernández     | Leopard Racing                 | Honda NSF250R | 20   | +2.726    | 12º     | 10    |
| 7°  | 99 | José Antonio Rueda   | Red Bull KTM Ajo               | KTM RC 250 GP | 20   | +2.790    | 5º      | 9     |
| 8°  | 66 | Joel Kelso           | BOE Motorsports                | KTM RC 250 GP | 20   | +2.866    | 2º      | 8     |
| 9°  | 48 | Iván Ortolá          | MT Helmets - MSi               | KTM RC 250 GP | 20   | +7.542    | PL      | 7     |
| 10° | 54 | Riccardo Rossi       | CIP Green Power                | KTM RC 250 GP | 20   | +7.964    | 23º     | 6     |
| 11° | 18 | Matteo Bertelle      | Kopron Rivacold Snipers Team   | Honda NSF250R | 20   | +8.384    | 7º      | 5     |
| 12° | 24 | Tatsuki Suzuki       | Liqui Moly Husqvarna Intact GP | Husqvarna     | 20   | +8.447    | 13º     | 4     |
| 13° | 6  | Ryusei Yamanaka      | MT Helmets - MSi               | KTM RC 250 GP | 20   | +11.633   | 10º     | 3     |
| 14° | 12 | Jacob Roulstone      | Red Bull GASGAS Tech3          | KTM RC 250 GP | 20   | +11.704   | 15º     | 2     |
| 15° | 72 | Taiyo Furusato       | Honda Team Asia                | Honda NSF250R | 20   | +13.842   | 17º     | 1     |
| 16° | 10 | Nicola Fabio Carraro | LevelUp - MTA                  | KTM RC 250 GP | 20   | +19.177   | 19º     |       |
| 17° | 58 | Luca Lunetta         | SIC58 Squadra Corse            | Honda NSF250R | 20   | +19.213   | 16º     |       |
| 18° | 85 | Xabi Zurutuza        | Red Bull KTM Ajo               | KTM RC 250 GP | 20   | +19.272   | 11º     |       |
| 19° | 19 | Scott Ogden          | Fibre Tec Honda - MLav Racing  | Honda NSF250R | 20   | +20.621   | 27º     |       |
| 20° | 22 | David Almansa        | Kopron Rivacold Snipers Team   | Honda NSF250R | 20   | +20.768   | 24º     |       |
| 21° | 5  | Tatchakorn Buasri    | Honda Team Asia                | Honda NSF250R | 20   | +24.093   | 20º     |       |
| 22° | 34 | Jakob Rosenthaler    | Liqui Moly Husqvarna Intact GP | Husqvarna     | 20   | +24.987   | 25º     |       |
| 23° | 21 | Vicente Pérez        | Fibre Tec Honda - MLav Racing  | Honda NSF250R | 20   | +25.236   | 22º     |       |
| 24° | 55 | Noah Dettwiler       | CIP Green Power                | KTM RC 250 GP | 20   | +29.017   | 24º     |       |
| 25° | 78 | Joel Esteban         | CFMoto Gaviota Aspar Team      | CFMoto        | 20   | +30.457   | 18º     |       |
| 26° | 7  | Filippo Farioli      | SIC58 Squadra Corse            | Honda NSF250R | 20   | +45.527   | 21º     |       |

#### Ritirati
| Nº | Pilota       | Squadra       | Motocicletta  | Giri | Griglia |
| -- | ------------ | ------------- | ------------- | ---- | ------- |
| 82 | Stefano Nepa | LevelUp - MTA | KTM RC 250 GP | 14   | 14º     |

### MotoE

#### Gara 1

##### Arrivati al traguardo
| Pos. | Nº | Pilota             | Squadra                       | Giri | Tempo     | Griglia | Punti |
| ---- | -- | ------------------ | ----------------------------- | ---- | --------- | ------- | ----- |
| 1º   | 99 | Óscar Gutiérrez    | Axxis - MSi                   | 7    | 11'35"551 | 1º      | 25    |
| 2º   | 4  | Héctor Garzó       | Dynavolt Intact GP            | 7    | +0.246    | 2º      | 20    |
| 3º   | 40 | Mattia Casadei     | LCR E-Team                    | 7    | +1.430    | 9º      | 16    |
| 4º   | 21 | Kevin Zannoni      | OpenBank Aspar Team           | 7    | +0.901    | 3º      | 13    |
| 5º   | 81 | Jordi Torres       | OpenBank Aspar Team           | 7    | +1.506    | 5º      | 11    |
| 6º   | 61 | Alessandro Zaccone | Tech3 E-Racing                | 7    | +2.878    | 8º      | 10    |
| 7º   | 9  | Andrea Mantovani   | Klint Forward Factory Team    | 7    | +6.619    | 11º     | 9     |
| 8º   | 3  | Lukas Tulovic      | Dynavolt Intact GP            | 7    | +6.517    | 4º      | 8     |
| 9º   | 55 | Massimo Roccoli    | Ongetta SIC58 Squadra Corse   | 7    | +7.482    | 18º     | 7     |
| 10º  | 6  | María Herrera      | Klint Forward Factory Team    | 7    | +7.575    | 13º     | 6     |
| 11º  | 29 | Nicholas Spinelli  | Tech3 E-Racing                | 7    | +8.275    | 12º     | 5     |
| 12º  | 72 | Alessio Finello    | Felo Gresini MotoE            | 7    | +11.662   | 14º     | 4     |
| 13º  | 7  | Chaz Davies        | Aruba Cloud MotoE Racing Team | 7    | +13.265   | 16º     | 3     |
| 14º  | 34 | Kevin Manfredi     | Ongetta SIC58 Squadra Corse   | 7    | +13.432   | 15º     | 2     |
| 15º  | 80 | Armando Pontone    | Aruba Cloud MotoE Racing Team | 7    | +14.085   | 17º     | 1     |

##### Ritirati
| Nº | Pilota         | Squadra            | Giri | Griglia |
| -- | -------------- | ------------------ | ---- | ------- |
| 51 | Eric Granado   | LCR E-Team         | 4    | 7º      |
| 77 | Miquel Pons    | Axxis - MSi        | 1    | 6º      |
| 11 | Matteo Ferrari | Felo Gresini MotoE | 0    | 10º     |

#### Gara 2

##### Arrivati al traguardo
| Pos. | Nº | Pilota             | Squadra                       | Giri | Tempo     | Griglia | Punti |
| ---- | -- | ------------------ | ----------------------------- | ---- | --------- | ------- | ----- |
| 1º   | 4  | Héctor Garzó       | Dynavolt Intact GP            | 7    | 11'34"303 | 2º      | 25    |
| 2º   | 21 | Kevin Zannoni      | OpenBank Aspar Team           | 7    | +0.069    | 3º      | 20    |
| 3º   | 40 | Mattia Casadei     | LCR E-Team                    | 7    | +0.094    | 9º      | 16    |
| 4º   | 81 | Jordi Torres       | OpenBank Aspar Team           | 7    | +0.609    | 5º      | 13    |
| 5º   | 61 | Alessandro Zaccone | Tech3 E-Racing                | 7    | +1.371    | 8º      | 11    |
| 6º   | 11 | Matteo Ferrari     | Felo Gresini MotoE            | 7    | +1.991    | 10º     | 10    |
| 7º   | 3  | Lukas Tulovic      | Dynavolt Intact GP            | 7    | +2.249    | 4º      | 9     |
| 8º   | 29 | Nicholas Spinelli  | Tech3 E-Racing                | 7    | +3.497    | 12º     | 8     |
| 9º   | 9  | Andrea Mantovani   | Klint Forward Factory Team    | 7    | +3.540    | 11º     | 7     |
| 10º  | 51 | Eric Granado       | LCR E-Team                    | 7    | +3.698    | 7º      | 6     |
| 11º  | 55 | Massimo Roccoli    | Ongetta SIC58 Squadra Corse   | 7    | +4.466    | 18º     | 5     |
| 12º  | 6  | María Herrera      | Klint Forward Factory Team    | 7    | +5.596    | 14º     | 4     |
| 13º  | 72 | Alessio Finello    | Felo Gresini MotoE            | 7    | +6.605    | 13º     | 3     |
| 14º  | 7  | Chaz Davies        | Aruba Cloud MotoE Racing Team | 7    | +10.651   | 16º     | 2     |
| 15º  | 34 | Kevin Manfredi     | Ongetta SIC58 Squadra Corse   | 7    | +11.135   | 15º     | 1     |
| 16º  | 80 | Armando Pontone    | Aruba Cloud MotoE Racing Team | 7    | +15.707   | 17º     |       |

##### Ritirati
| Nº | Pilota          | Squadra     | Giri | Griglia |
| -- | --------------- | ----------- | ---- | ------- |
| 99 | Óscar Gutiérrez | Axxis - MSi | 6    | 1º      |
| 77 | Miquel Pons     | Axxis - MSi | 0    | 6º      |